# Charles Demuth
Charles Demuth (9. november 1883 i Lancaster, Pennsylvania – 23. oktober 1935 sammesteds) var en amerikansk maler, der begyndte med akvareller, senere oliemaleri med en stil der er blevet kendt som præcisionisme.
Demuth studerede ved Pennsylvania Academy of the Fine Arts i Philadelphia. Under studietiden traf han digteren og lægen William Carlos Williams som blev en nær ven resten af livet.
Senere rejste han til Paris hvor han studerede ved Académie Colarossi og Académie Julian og tog del i salonlivet hos Gertrude Stein. I Paris traf han Marsden Hartley, som satte ham i forbindelse med galleristen Alfred Stieglitz der 1926 arrangerede Demuths første enkeltudstilling i New York i sit Intimate Gallery.
Demuth skabte nogle af de mest kendte værker i 20. århundredes amerikanske maleri. The Figure 5 in Gold (ofte også I Saw the Figure 5 in Gold), var inspireret af Williams' digt The Great Figure. Det er et af ni portrætter Demuth lavede til ære for sine kunstnervenner: malerne Georgia O'Keeffe, Arthur Dove, Charles Duncan, Marsden Hartley, John Marin, og forfatterne Gertrude Stein, Eugene O'Neill, Wallace Stevens og Williams.
I værket My Egypt lod Demuth industriarkitekturen fra siloerne i sin hjemprovins tjene som billede på den moderne amerikanske verden.

## Galleri
- I Saw the Figure 5 in Gold 1928.
- My Egypt, 1927
- Aucassiu and Nicolette (1921)
- The Jazz Singer (1916)
- Trees and Barns Bermuda (1917)
- The Boat Ride from Sorrento (1919)[boat 1]
- Wild Orchids (1920)
- Spring (1921)
- Incense of a New Church (1921)
- Love Love Love  1928.